# Aeroportul Chaitén
Aeroportul Chaitén (IATA: WCH, ICAO: SCTN) este un aeroport din Provincia Palena, Regiunea Los Lagos, Chile ce deservește zona Chaitén. A fost numit după zona deservită.
Situat la o altitudine de 8 m, aeroportul dispune de o singură pistă.